# SOUND VILLAGE
「SOUND VILLAGE」は、日本のロックバンド、sumikaのメジャー7枚目、通算12枚目となるシングル。2021年12月1日にリリースされた。発売元はソニー・ミュージックレコーズ。

## 解説
- 配信シングル「リタルダンド」のリリース以来3ヶ月ぶりのシングル作品である。円盤作品のみに絞ると、「Shake & Shake/ナイトウォーカー」以来6ヶ月ぶりとなる。
- 完全ノンタイアップシングルである。
- 今作は、sumikaとしては初の試みである作曲合宿で生まれた4曲を収録している。
- 2021年11月3日に詳細が解禁。同日にYouTubeチャンネルにて「Babel」のミュージックビデオが公開され[2]、翌日から同曲の先行配信が開始される。
- 初回生産限定盤には、その作曲合宿、本作のレコーディングを追ったドキュメンタリー「sumika Film #9 ~Documentary of SOUND VILLAGE~」を収録したBlu-ray Discと、同じく合宿とレコーディングの写真を収めたPhoto Bookが付属される。[3]
- CD発売日の2021年12月1日から3日連続で、「一閃」「アンコール」のミュージックビデオ、「Marry Dance」のミュージックフィルムがYouTubeチャンネルにて相次いで公開された。[4]
- オリコンチャートにおいて、メジャーデビュー以降のCDシングルとしては初めてトップ10入りを逃したが、初動セールスは前作を上回った。

## 収録曲
1. Babel
2. アンコール
3. 一閃
4. Marry Dance

Blu-ray(初回生産限定盤)
sumika Film #9 ~Documentary of SOUND VILLAGE~

## その他
- 対象店舗では、先着順で購入者特典が配布される。[3]
  - TOWER RECORDS全店（オンライン含む/一部店舗除く）…マグネット
  - HMV全店（HMV&BOOKS Online含む/一部店舗除く）…ステッカー
  - TSUTAYA RECORDS（一部店舗除く）/ TSUTAYAオンラインショッピング（予約のみ）…クリアファイル
  - 楽天ブックス…コルクコースター
  - Amazon.co.jp(ECサイト)…メガジャケ
  - sumika応援店…B3ポスター